# 阿格雷斯蒂纳
阿格雷斯蒂纳是巴西伯南布哥州的一个市镇。总面积198.86平方公里，总人口21712人，人口密度109.2人/平方公里。